# Účetní záznam
Účetní záznam, jak jej definuje Zákon o účetnictví (ZoÚč), představuje data, která slouží jako nositelé informací vztahujících se k předmětu účetnictví nebo jeho vedení. Účetní záznam je nezbytný pro dokumentaci a evidenci ekonomických transakcí, majetku, závazků a dalších důležitých skutečností, které ovlivňují finanční situaci účetní jednotky. Tento záznam, dříve známý jako „účetní písemnost“, představuje nejen formální povinnost, ale také klíčový nástroj pro transparentní a odpovědné vedení účetnictví. Vzhledem k tomu, že účetní záznam je dnes považován za jediný přípustný způsob zaznamenávání informací o účetnictví, zajišťuje konzistentnost a standardizaci informací napříč všemi účetními jednotkami. Tento systém je také důležitý z pohledu kontroly a ověřitelnosti, neboť umožňuje snadné provádění auditů a poskytuje důvěryhodný základ pro finanční rozhodování a strategické řízení. 

## Průkaznost účetních záznamů
Průkaznost účetních záznamů je klíčovým prvkem při vedení účetnictví, protože zajišťuje jejich spolehlivost a důvěryhodnost. Průkazný účetní záznam je definován jako záznam, jehož obsah může být ověřen několika způsoby. Za průkazné se považují ty účetní záznamy, jejichž obsah lze prokázat:
- Porovnáním se skutečností, kterou tento záznam reflektuje. Například faktura jako účetní záznam by měla přesně odpovídat doručenému zboží či službě.

- Odkazem na jiné účetní záznamy, které podporují a dokládají obsah daného záznamu, čímž vzniká vzájemně ověřitelná soustava informací.

- Vnitřními účetními záznamy v rámci účetní jednotky, ke kterým je připojen podpisový záznam oprávněné osoby. Tento podpis zajišťuje, že daná osoba zodpovídá za správnost obsahu a jeho pravdivost.[2]

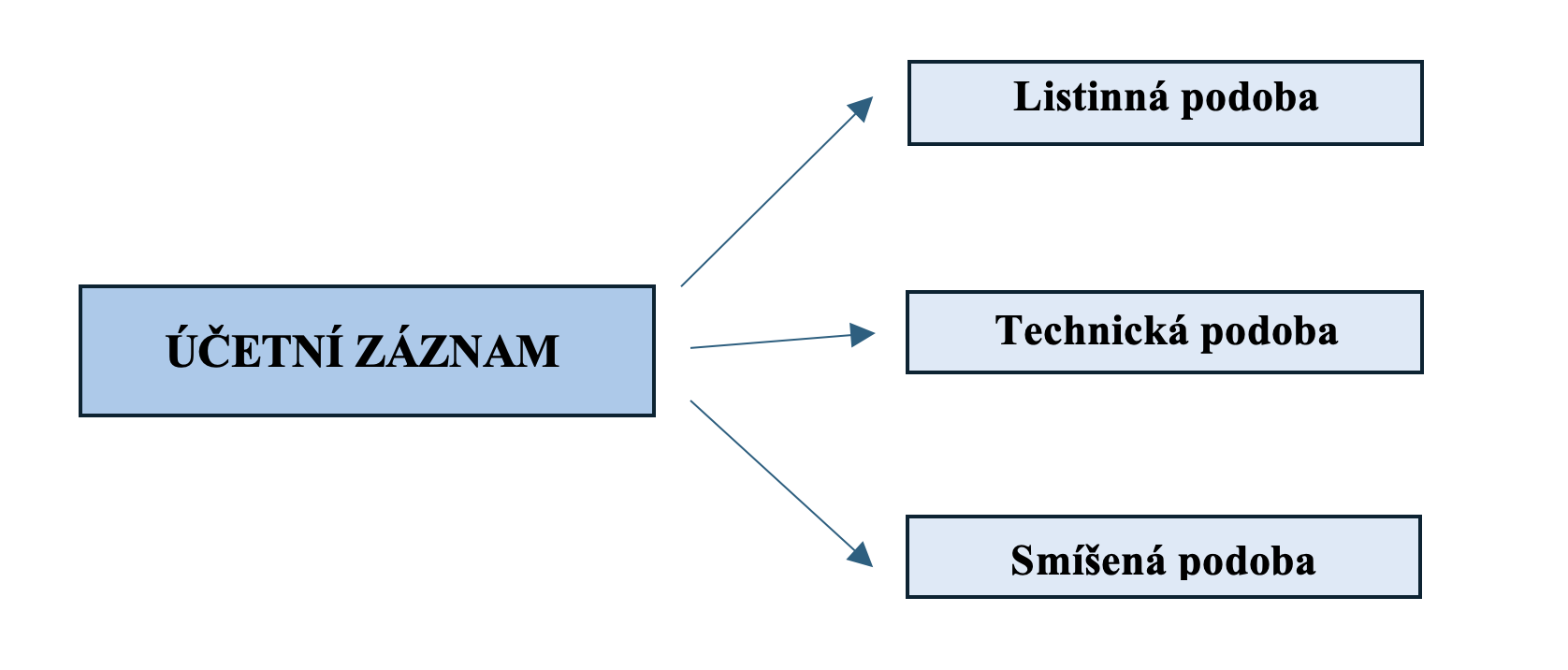
Účetní záznam zahrnuje data související s vedením účetnictví, která mohou mít podobu listinnou, technickou nebo smíšenou.

Účetní záznamy mohou mít tyto základní podoby:
- listinnou, je tedy provedený na analogový nosič rukopisem, psacím strojem, tiskařskými nebo reprografickými technikami anebo tiskovým výstupním zařízením výpočetní techniky,
- technickou a je provedený elektronickým, optickým nebo jiným způsobem,
- smíšenou, tj. v listinné formě obsahující též informace v technické formě pro fyzickou osobu nečitelné, avšak umožňující převedení záznamu do formy, v níž je jeho obsah pro fyzickou osobu čitelný.[3]

Zvláštní důraz je kladen na archivaci účetních záznamů. Archivace musí zahrnovat jak data samotná, tak příslušný software a zařízení, pomocí kterých byla data vytvořena a která jsou potřebná pro případnou reprodukci informací do čitelné formy. Tím se zajistí dlouhodobá dostupnost záznamů pro účely ověření či auditu. 
Při přenosu dat elektronickou cestou musí být účetní záznamy chráněny proti neoprávněnému přístupu, ztrátě nebo poškození, což zajišťuje § 34 zákona č. 563/1991 Sb., o účetnictví. Právní předpisy stanovují, že elektronické přenosy dat musejí probíhat prostřednictvím bezpečných informačních systémů, které splňují požadavky na ochranu, průkaznost a bezpečnost přenášených informací podle zvláštních právních norem, jako je například zákon č. 21/1992 Sb. o bankách, zákon č. 29/2000 Sb. o poštovních službách či zákon č. 151/2000 Sb. o telekomunikacích.

## Druhy účetních záznamů
Účetní záznamy představují klíčovou složku účetní evidence, kterou definuje zákon č. 563/1991 Sb., o účetnictví. Podle tohoto zákona (§ 4 odst. 4) se účetními záznamy rozumějí data obsahující informace o předmětu účetnictví nebo jeho vedení, která slouží jako důkazní prostředky a podklady pro správné vedení účetnictví. Tyto záznamy zahrnují různé formy, od dokladů a zápisů až po účetní knihy a další dokumenty. 
Hlavní typy účetních záznamů včetně jejich příslušné právní úpravy:
1. Účetní doklady – slouží k zaznamenání ekonomických operací a jsou považovány za primární důkazní záznam v účetnictví. Pravidla vedení a použití účetních dokladů upravují zejména ustanovení §§ 11, 33, 33a, 34 a 35 zákona o účetnictví, který stanoví, jakým způsobem mají být doklady vyhotovovány a uchovávány, aby splňovaly podmínky věrohodnosti a průkaznosti.
2. Účetní zápisy – zaznamenávají jednotlivé ekonomické transakce a jsou vázány na konkrétní účetní období. Jsou definovány v §§ 12 a 24 až 27 zákona o účetnictví' a v Českém účetním standardu (ČÚS) č. 701, který stanoví způsob a zásady pro správné provedení účetních zápisů, tak aby byly přesné a vyhovovaly principu věrného zobrazení.
3. Účetní knihy – tvoří základní systém evidence účetních zápisů a zahrnují hlavní knihu, deník a další pomocné knihy. Pravidla pro vedení účetních knih jsou uvedena v §§ 13, 16 a 17 zákona o účetnictví a mají za cíl zajistit systematické uspořádání účetních dat, která jsou klíčová pro následné zpracování finančních výkazů.
4. Účtový rozvrh – obsahuje seznam všech účtů, které účetní jednotka používá. Tento dokument podléhá úpravám § 14 zákona o účetnictví, §§ 76 až 78 vyhlášky č. 410/2009 Sb. a ČÚS č. 701, což zajišťuje jeho návaznost na konkrétní potřeby účetní jednotky a legislativní požadavky.
5. Účetní závěrka – je souhrnný dokument, který shrnuje hospodaření účetní jednotky za určité období. Její přípravu a obsah upravují §§ 18 a 19 zákona o účetnictví a zahrnuje zejména výkaz zisku a ztráty, rozvahu a přílohu.
6. Výroční zpráva – tato zpráva, upravená v §§ 21 a 21a zákona o účetnictví, poskytuje ucelené informace o finanční a nefinanční výkonnosti účetní jednotky, jejím hospodaření a dalších aspektech podnikání.
7. Odpisový plán – slouží k evidenci opotřebení dlouhodobého majetku účetní jednotky a určuje způsob výpočtu odpisů. Pravidla pro odpisové plány jsou specifikována v § 28 zákona o účetnictví a § 66 vyhlášky č. 410/2009 Sb., což účetním jednotkám umožňuje přesně zohlednit hodnotu majetku v čase.
8. Inventurní soupisy – tvoří záznamy o výsledcích fyzické a dokladové inventury majetku a závazků. Jejich vedení se řídí §§ 29 a 30 zákona o účetnictví a vyhláškou č. 270/2010 Sb., zejména § 30 odst. 2, který stanoví povinnosti při provádění inventarizace.[7]

Kromě těchto hlavních záznamů mohou účetní jednotky za účetní záznamy považovat také mzdové listy, daňové doklady, obchodní smlouvy a další dokumenty, které slouží k evidenci finančních transakcí nebo k doložení hospodářských skutečností. To je umožněno za určitých podmínek dle § 32 zákona o účetnictví.

## Požadavky na vedení a uchovávání účetních záznamů
Vedení a uchovávání účetních záznamů je pro každou podnikatelskou subjektu zákonnou povinností. Správné vedení účetnictví je klíčové pro získání přesného obrazu o finanční situaci firmy, pro daňové účely a pro uspokojení požadavků dalších zainteresovaných stran, jako jsou věřitelé, investoři nebo státní správa.

### Základní principy vedení účetnictví
- Věrné a poctivé zobrazení – Účetní záznamy musí odpovídat skutečnosti.
- Nepřetržité trvání účetní jednotky – Předpokládá se pokračování činnosti firmy, pokud ne, musí to být uvedeno v účetní závěrce.
- Akruální princip – Účetní případy se zaúčtovávají do období, se kterými souvisejí.
- Zásada bilanční kontinuity – Konečný stav účtu v předchozím roce navazuje na počáteční stav v následujícím roce.
- Stálost účetních metod – Používání stejných účetních metod pro porovnatelnost dat, změny jsou povoleny pouze ve výjimečných případech.
- Zásada periodicity – Výsledky hospodaření se zjišťují pravidelně, obvykle ročně.
- Zásada kompenzace – Aktiva a pasiva, náklady a výnosy se uvádějí samostatně, bez vzájemného zúčtování, s výjimkami stanovenými vyhláškou.
- Zásada opatrnosti – Majetek a závazky nesmí být podhodnoceny.[10]

### Uchovávání účetních záznamů
Doba uchovávání účetních záznamů je stanovena zákonem a může se lišit v závislosti na typu dokumentu. Obecně platí, že:
- Účetní závěrka a výroční zpráva: 10 let
- Účetní doklady, účetní knihy, odpisové plány, inventurní soupisy, účtový rozvrh, přehledy: 5 let

V případě, že dojde k zániku účetní jednotky nebo k zániku povinnosti vést účetnictví, musí účetní jednotka zajistit povinnosti spojené s uschováním účetních záznamů a oznámit tento fakt příslušnému archivu. 

#### Důsledky porušení povinností
Porušení povinností při vedení účetnictví může mít vážné důsledky. Účetní jednotce mohou být uloženy pokuty, mohou být zahájena daňová kontrola a v extrémních případech může být dokonce zrušena obchodní společnost.

#### Elektronické vedení účetnictví
V současné době je velmi rozšířené vedení účetnictví v elektronické formě. Elektronické účetnictví nabízí řadu výhod, jako je vyšší efektivita, bezpečnost a snadná dostupnost dat. Nicméně i při elektronickém vedení účetnictví platí stejná pravidla jako při vedení účetnictví v papírové formě.

#### Bezpečné uchovávání a likvidace dokumentů
Po uplynutí zákonem stanovené lhůty mohou být dokumenty zlikvidovány. Likvidace by měla probíhat bezpečně, například skartováním, aby nedošlo k úniku citlivých údajů. Pokud dokumenty podléhají skartační lhůtě, není nutné povolení k jejich likvidaci, pokud však byly zničeny předčasně, může to být považováno za přestupek a může být udělena pokuta.

## Význam účetních záznamů pro audit a kontrolu
Účetní záznamy jsou nezbytným nástrojem pro provádění auditu a kontrolních procesů v organizacích. Jejich hlavním účelem je zajistit transparentnost, správnost a úplnost účetních informací, což umožňuje nejen efektivní řízení organizace, ale také zajištění souladu s právními předpisy.

#### Pro interní a externí audit
Účetní záznamy slouží jako základní důkazní materiál pro auditní procesy. Při interním auditu pomáhají ověřit, zda jsou v organizaci dodržovány interní kontrolní mechanismy a zda je účetnictví vedeno v souladu s vnitřními předpisy. Externí auditoři, kteří ověřují účetní závěrky pro třetí strany, využívají účetní záznamy k:
- Prověření správnosti a úplnosti účetních výkazů,
- Zajištění, že organizace dodržuje relevantní účetní standardy (např. IFRS nebo české účetní předpisy),
- Ověření, zda jsou finanční operace organizace správně zaúčtovány a vykázány.[15]

#### Pro daňové kontroly
Účetní záznamy jsou nezbytné pro daňové kontroly, které provádí finanční úřady. Slouží k ověření správnosti a úplnosti daňových přiznání a k prokázání plnění daňových povinností. Daňové záznamy, jako jsou faktury, účetní doklady a výpisy, umožňují kontrolu výpočtu daně z přidané hodnoty (DPH) nebo daně z příjmů. Důležitým aspektem je i:
- Zajištění shody s pravidly pro evidenci daní,
- Identifikace případných daňových úniků nebo nesrovnalostí, které by mohly vést k sankcím.

#### Zajištění důvěryhodnosti a neporušenosti
Účetní záznamy musí být chráněny před jakýmkoli neoprávněným zásahem nebo manipulací, což zajišťuje jejich důvěryhodnost. Elektronické záznamy, jako jsou faktury nebo účetní doklady, musí splňovat zákonné požadavky na věrohodnost původu, neporušitelnost obsahu a čitelnost. To znamená, že jakékoli úpravy dokumentů musí být neprodleně identifikovatelné a dokumenty musí být uchovávány v bezpečném a trvalém formátu, například s využitím elektronických podpisů a časových razítek.
- Doporučovaným formátem pro uchování je PDF/A, který garantuje dlouhodobou čitelnost dokumentů bez ohledu na technologické změny. [16] [17]

#### Pro interní kontrolu a řízení
Účetní záznamy nejsou důležité pouze pro externí kontrolu, ale i pro interní řízení organizace. Vedoucí pracovníci a manažeři používají účetní záznamy k monitorování finančního zdraví organizace a k přijímání informovaných rozhodnutí. To zahrnuje:
- Monitorování výkonnosti organizace pomocí pravidelných účetních uzávěrek a finančních reportů,
- Identifikaci potenciálních finančních rizik nebo podvodů na základě vzorců v účetních datech,
- Hodnocení efektivity interních procesů, například v oblasti správy nákladů nebo investic.[18]

#### Podporaprávní odpovědnostiacompliance
Účetní záznamy také podporují plnění právních povinností organizace. Správná archivace a uchovávání účetních záznamů je v souladu s právními předpisy, jako je zákon o účetnictví, zákon o dani z přidané hodnoty, a další legislativní normy. Organizace jsou povinny uchovávat účetní záznamy po stanovenou dobu (typicky 5 až 10 let), a pokud nejsou tyto záznamy řádně uchovány, mohou čelit pokutám nebo jiným právním následkům.